# Aegus acchusi
Aegus acchusi es una especie de coleóptero de la familia Lucanidae. La especie fue descrita por Yoshitaka Sakamaki en 2006.

## Distribución geográfica
Habita en Célebes.